# Muzio Clementi
Muzio Filippo Vincenzo Francesco Saverio Clementi (Roma, 23 de janeiro de 1752 — Evesham, 10 de março de 1832) foi um músico italiano. Foi provavelmente o primeiro compositor a escrever peças dedicadas às possibilidades dinâmicas do então novo instrumento de teclas e cordas percutidas: o piano.

## Biografia
Clementi foi um grande desenvolvedor da moderna técnica pianística, fazendo uso dos exemplos das sonatas para cravo pré-românticas de Domenico Scarlatti e do estilo galante encontrado nas composições de Carl Philipp Emanuel Bach e de seu irmão mais novo, Johann Christian Bach, filhos de Johann Sebastian Bach. Por sua técnica virtuosística, Clementi exerceu influência em compositores como Johann Baptist Cramer, Ignaz Moscheles, Frederic Kalkbrenner e Carl Czerny. Tanto sua técnica pianística quanto composicional foram estudadas por Ludwig van Beethoven, que o tinha em alta conta como compositor e pianista. Clementi admirava Beethoven, sendo o executante mais admirado de suas peças para piano e editor de suas composições no Reino Unido. Clementi também chegou a disputar um duelo pianístico em frente ao imperador austríaco José II, em 24 de dezembro de 1781, contra ninguém menos que Wolfgang Amadeus Mozart, que o considerou uma mera "maravilha mecânica".
Em todo o século XIX as obras de Clementi voltadas ao desenvolvimento da técnica pianística, especialmente seu Gradus ad Parnassum, serviu de base a todas as produções do gênero.
Clementi foi diretor da Philharmonic Society em Londres. Fundou uma editora musical e uma firma de fabricação de pianos. Uma de suas obras mais famosas é a Sonatina em dó maior, Opus 36 número 2.
Foi sepultado na Abadia de Westminster.

## Com números de opus
- Op. 1, 6 Sonatas para teclado (E♭, G, B♭, F, A, E), dedicadas ao patrono inglês de Clementi, Sir Peter Beckford. Publicado em 1771.
- Op. 1a, 4 Sonatas para Teclado (1 a 4: Fá, B♭, Sol, Lá), 1 Fuga para Teclado (5: a, revisada como Op. 44 No. 69 em seu Gradus Ad Parnassum) e 1 Dueto para Dois Teclados (6: B♭), dedicado a Mme. Duvivier. Publicado em 1780.
- Op. 2, 3 Sonatas para teclado e flauta/violino (1, 3 e 5: E♭, G, F) e 3 Sonatas para teclado (2, 4 e 6: C, A, B♭), No.2 é conhecida como a célebre lição de oitava de Clementi. Publicado em 1779. Mais tarde, Clementi revisará as Sonatas nºs 2, 4 e 6 e as publicará em 1807.
- Op. 3, 3 duetos para teclado a quatro mãos (1 a 3: C, E ♭, C) e 3 sonatas para teclado e flauta/violino (4 a 6: F, B ♭, C). Publicado em 1779.
- Op. 4, 6 Sonatas para teclado e violino/flauta (D, E♭, C, G, E♭, F). Publicado em 1780. Mais tarde revisado como Sonatinas e publicado como Op. 37a (No.1–3) e Op. 38a (No.4–6) em 1798.
- Op. 5, 3 Sonatas para teclado e violino (1 a 3: Bb, F, Eb) e 3 Fugas para teclado (4 a 6: B♭, F, b). Publicado em 1780. As 3 Fugas serão revisadas como op. 44 nº 57, 40 e 25, respectivamente, no Gradus Ad Parnassum.
- Op. 6, 1 Dueto para teclado a quatro mãos (1: C), 2 Sonatas para teclado e violino (2 e 3: E♭, E) e 3 Fugas para teclado (4 a 6: c, C, e ). Publicado em 1780. As 3 Fugas serão revisadas como op. 44 No. 45, 13 e 74, respectivamente, no Gradus ad Parnassum.
- Op. 7, 3 Sonatas para Teclado (E♭, C, G). Dedicado a Mme de Hess, née de Leporini. Publicado em 1782.
- Op. 8, 3 Sonatas para Teclado (g, E♭, B♭). Dedicado a Mlle Victoire Imbert. Publicado em 1782.
- Op. 9, 3 Sonatas para Teclado (B♭, C, E♭). Publicado em Viena por Artaria em 1783.
- Op. 10, 3 Sonatas para teclado (A, D, B♭). Dedicado à Condessa von Grundermann. Publicado em Viena por Artaria em 1783.
- Op. 11, No.1, Sonata em Mi bemol Maior (Originalmente composta para Mme de Hess em Si bemol Maior em apenas 2 movimentos e publicada em 1781); No.2, Tocata em si bemol maior para teclado. Publicado em 1783.
- Op. 12, 4 Sonatas para Piano (1 a 4: B♭, E♭, F, E♭) e 1 Dueto para Dois Pianos (5: B♭). Dedicado à Srta. Glover. Publicado em 1784; Nota: O 3º movimento do nº 1: Variações sobre 'Je suis Lindor', cenário de Antoine-Laurent Baudron para o romanze do Barbier de Séville de Beaumarchais.
- Op. 13, 3 Sonatas para teclado e violino/flauta (1 a 3: G, C, E♭) e 3 Sonatas para piano (4 a 6: B♭, F, f). Dedicado ao Conde von Brühl. Publicado em 1785.
- Op. 14, 3 duetos para piano a quatro mãos (C, F, E♭). Publicado em 1785. Clementi revisará o nº 3 em 1815.
- Op. 15, 3 Sonatas para piano e violino (Eb, C, B♭). Publicado em 1786.
- Op. 16, La Chasse Para Teclado em Ré Maior. Publicado em 1786.
- Op. 17, Capriccio para teclado em si bemol maior. Publicado em 1787.
- Op. 18, 2 Sinfonias para Orquestra (No.1 em Si bemol Maior; No.2 em Ré Maior). Publicado em 1787.
- Op. 19, Características musicais para teclado consistindo em 12 prelúdios e 6 cadências alla Haydn, Mozart, Kozeluch, Sterkel, Vanhal, Clementi. Publicado em 1787.
- Op. 20, Sonata para Teclado em Dó Maior. Publicado em 1787.
- Op. 21, 3 Sonatas para Teclado, Flauta e Violoncelo (D, G, C). Publicado em 1788. Clementi arranjou o número 1 para 2 teclados.
- Op. 22, 3 Sonatas para Teclado, Flauta/Violino e Violoncelo (D, G, C). Publicado em 1789. Clementi organizou No.3 para 2 teclados.
- Op. 23, 3 Sonatas para teclado (E♭, F, E♭). Publicado em 1790.
- Op. 24, 2 Sonatas para Teclado (Fá, Si♭), compostas antes de 1781; registrado em 23 de julho de 1788; publicada em 1790.
- Op. 25, 6 Sonatas para Piano (C, G, B♭, A, f#, D). Publicado em 1790.
- Op. 26, Sonata para Teclado em Fá Maior. Publicado em 1791.
- Op. 27, 3 Sonatas para Teclado, Violino e Violoncelo (Fá, Ré, Sol). Publicado em 1791.
- Op. 28, 3 Sonatas para teclado, violino e violoncelo (C, E♭, G). Publicado em 1792.
- Op. 29, 3 Sonatas para Teclado, Violino/Flauta e Violoncelo (C, G, B). Publicado em 1793.
- Op. 30, Sonata para Teclado e Violino em Dó Maior. Revisão da Sonata Op. 2 No.2 com acompanhamento de violino. Publicado em 1794.
- Op. 31, Sonata para teclado e violino/flauta em lá maior. Revisão da Sonata Op. 2 No.4 com acompanhamento de violino ou flauta. Publicado em 1794.
- Op. 32, 3 Sonatas para piano com flauta opcional e violoncelo (fá, ré, dó). Publicado em 1793.
- Op. 33, 3 Sonatas para Piano (A, F, C). Publicado em 1794.
- Op. 34, 2 Sonatas para Piano (1 e 2: C, g) e 2 Caprichos para Piano (3 e 4: A, F). Publicado em 1795.
- Op. 35, 3 Sonatas para piano com violino e violoncelo opcionais (C, G, b). Publicado em 1796.
- Op. 36, 6 Sonatinas para Piano (C, G, C, F, G, D). Publicado em 1797.
- Op. 37, 3 Sonatas para Piano (C, G, D). Publicado em 1798.
- Op. 37a, 3 Sonatinas para Piano (D, E♭, C). Idêntico ao Op. 4 No.1–3 sem acompanhamento, reeditado em 1798.
- Op. 38, 12 valsas para piano, triângulo e pandeiro (d, g, b, G, E♭, a, C, G, C, B♭, c, A). Publicado em 1798.
- Op. 38a, 3 Sonatinas para Piano (G, E♭, F). Idêntico ao Op. 4 No.4–6 sem acompanhamento, reeditado em 1798.
- Op. 39, 12 valsas para piano, triângulo e pandeiro (C, A, F, F#, C, G, E♭, G, C, F, B♭, Eb). Publicado em 1800.
- Op. 40, 3 Sonatas para piano (G, b, D). Publicado em 1802.
- Op. 41, Sonata para teclado em mi bemol maior. Publicado em 1803.
- Op. 42, Uma Introdução à Arte de tocar Pianoforte. Publicado em 1801.
- Op. 43, Apêndice à Introdução à Arte de Tocar Pianoforte. Publicado em 1811.
- Op. 44, Gradus Ad Parnassum, A arte de tocar piano, exemplificada em uma série de exercícios no estrito estilo livre. Publicado em 1817, 1819 e 1826. Contém 103 exercícios.
- Op. 45, Número Opus nunca atribuído a nenhuma Obra.
- Op. 46, Sonata para piano em si bemol maior. Publicado em 1820.
- Op. 47, 2 Caprichos para Piano (e, C). Publicado em 1821.
- Op. 48, Fantasia com variações sobre Au Clair de la Lune para piano em dó menor. Publicado em 1821.
- Op. 49, 12 Monferrinas para piano (G, C, E, C, A, d, D, B♭, G, C, f, C). Publicado em 1821.
- Op. 50, 3 Sonatas para piano (A, d, g). No.3 intitulado "Didone abbandonata". Publicado em 1821.
  - Primeiro movimento, “Largo patetico e sostenuto – Allegro ma con espressione” (12:12):
    - 12:13

  - Segundo movimento, “Adagio dolente” (5:16):
    - 5:16

  - Terceiro movimento, “Allegro agitato, e con dispersione” (6:17):
    - 6:17

## Sem números de opus
- WoO 1, Oratório: Martirio de' gloriosi santi Giuliano e Celso (perdido). Composto em 1764.
- WoO 2, Black Joke para teclado em dó maior. Composto em 1777 e publicado em 1780.
- WoO 3, Sonata para Teclado em Fá Maior. Publicado em 1789.
- WoO 4, 2 Canzonettas Para Soprano E Teclado. Vieni oh caro amato bene e Senza il diletto mio. Publicado em 1792.
- WoO 5, Minueto para teclado em ré menor do Sr. Collick. Publicado em 1793.
- WoO 6, Sonata para piano, violino/flauta e violoncelo em dó maior. Publicado em 1794.
- WoO 7, Harmonia prática para órgão /piano. Publicado em 1801.
- WoO 8, Rondo para teclado em si bemol maior. Publicado em 1802.
- WoO 9, Melodies Of Different Nations Para Voz E Piano. Publicado em 1814. Ciclo de 14 Canções.
- WoO 10, Variações sobre um tema de Mozart 'Batti, batti' para piano em fá maior. Publicado em 1820.
- WoO 11, Canon ad diapason para piano em dó maior. Publicado em 1830.
- WoO 12, Concerto para Piano e Orquestra em Dó Maior. Arranjo da Sonata Op. 33 No.3, feito em 1796.
- WoO 13, Sonata para Teclado em Lá Bemol Maior. Composto em 1765.
- WoO 14, Sonata para Teclado em Sol Maior. Composto em 1768.
- WoO 15, Monferrina para piano em dó maior. Composto em 1821.
- WoO 16, Monferrina para Piano em Fá Maior. Composto em 1821.
- WoO 17, Monferrina para piano em mi bemol maior. Composto em 1821.
- WoO 18, Monferrina para piano em ré maior. Composto em 1821.
- WoO 19, Monferrina para piano em si bemol maior. Composto em 1821.
- WoO 20, Monferrina para Piano em Sol Maior. Composto em 1821.
- WoO 21, Tarentella para piano em lá menor.
- WoO 22, Allegro para piano em mi bemol maior.
- WoO 23, Finale para piano em si bemol maior.
- WoO 24, Duettino para Piano a Quatro Mãos No.1 em Dó Maior (3 Movimentos).
- WoO 25, Duettino para Piano a Quatro Mãos No.2 em Sol Maior (2 Movimentos).
- WoO 26, Duettino para Piano a Quatro Mãos No.3 em Dó Maior (1 Movimento).
- WoO 27, Duettino para Piano a Quatro Mãos No.4 em Dó Maior (1 Movimento).
- WoO 28, Duettino para piano a quatro mãos nº 5 em dó maior (1 movimento).
- WoO 29, Canon Para Cherubini Em Três Partes Para Dois Violinos E Viola. Composta em 1821. Publicada também para piano.
- WoO 30, Nonet para flauta, oboé, clarinete, fagote, trompa, violino, viola, violoncelo e contrabaixo em mi bemol maior. (1 Movimento = Andante)
- WoO 31, Nonet para flauta, oboé, clarinete, fagote, trompa, violino, viola, violoncelo e contrabaixo em mi bemol maior. (1 Movimento = Allegro)
- WoO 32, Sinfonia para Orquestra No.1 em Dó Maior
- WoO 33, Sinfonia para Orquestra No.2 em Ré Maior
- WoO 34, Sinfonia para Orquestra No.3 em Sol Maior. Intitulado "Grande Sinfonia Nacional"
- WoO 35, Sinfonia para orquestra nº 4 em ré maior
- WoO 36, Apertura (2 aberturas) (No.1 em Dó maior; No.2 em Ré maior), e Minuetto Pastorale em Ré maior, Para Orquestra

## Arranjos de obras de compositores contemporâneos
- Sinfonia No.35 de Mozart para Piano, Flauta, Violino e Violoncelo. Publicado em 1819.
- Sinfonia No.36 de Mozart para Piano, Flauta, Violino e Violoncelo. Publicado em 1817.
- Sinfonia No.38 de Mozart para Piano, Flauta, Violino e Violoncelo. Publicado em 1815.
- Sinfonia No.39 de Mozart para Piano, Flauta, Violino e Violoncelo. Publicado em 1819.
- Sinfonia No.40 de Mozart para Piano, Flauta, Violino e Violoncelo. Publicado em 1819.
- Sinfonia No.41 de Mozart para Piano, Flauta, Violino e Violoncelo. Publicado em 1818.
- Sinfonia No.94 de Haydn para Piano, Flauta, Violino e Violoncelo.
- Sinfonia No.97 de Haydn para Piano, Flauta, Violino e Violoncelo.
- Sinfonia No.102 de Haydn para Piano, Flauta, Violino e Violoncelo.
- Sinfonia No.103 de Haydn para Piano, Flauta, Violino e Violoncelo.
- Sinfonia No.104 de Haydn para Piano, Flauta, Violino e Violoncelo.
- Quarteto de cordas de Pleyel em si bemol maior para piano, flauta e violoncelo.
- Muitas peças de vários compositores (Corelli, Gluck, Haydn, Mozart, Sterkel, Wanhal, Kozeluch) como exemplos em seu Op. 42 'Uma Introdução à Arte de Tocar Pianoforte.'